# Praderas alpinas de la cordillera de Sulaimán
La ecorregión de las  praderas alpinas de la cordillera de Sulaimán, (WWF ID: PA1018) cubre una serie de cadenas montañosas de mayor altitud a lo largo de la cresta de las montañas Sulaiman, una extensión al sur de las montañas Hindú Kush a lo largo de la frontera entre Afganistán y Pakistán.  El área está relativamente subdesarrollada, con aproximadamente un tercio del terreno cubierto de bosques o con arbustos o herbáceas de «estepa alpina».

## Localización
La ecorregión está ubicada en las montañas de Sulaimán al oeste de Pakistán y, en parte, del extremo oriental de Afganistán, a una altitud de 1600 a 2500 m sobre el nivel del mar, con una elevación promedio de 2210 m. En altitudes más bajas, la ecorregión de los bosques xéricos de Baluchistán están muy extendidos y rodean la región por casi todos los lados.
La ecorregión consta de cuatro subregiones separadas, que de norte a sur son:
- Cordillera Safēd Kōh, en el lado sur del paso Khyber y al oeste de Peshawar.
- Waziristán, una zona montañosa en la frontera con Afganistán, delimitada por el río Kurram al norte y el río Gumal al sur.
- Montañas de Toba Kakar, una rama meridional de las montañas de Sulaimán al noroeste de la provincia de Baluchistán (Pakistán).
- Distrito de Kalat, una región montañosa ubicada al sur de Quetta, sobre la ciudad de Kalat. Estas montañas son otra rama de las montañas de Sulaimán.

## Clima
El clima característico de la ecorregión es un clima continental húmedo, subtipo de verano cálidos y seco (clasificación climática de Köppen Dwb). Este clima se caracteriza por grandes diferencias estacionales de temperatura y un verano cálido (al menos cuatro meses con un promedio de más de 10 °C (50,0 °F), pero ningún mes con un promedio de más de 22 °C (71,6 °F) e inviernos fríos con precipitaciones mensuales inferiores a una décima parte del mes de verano más húmedo.  La precipitación media es inferior a 225 mm/año.

## Flora y fauna
Debido a que la ecorregión es árida y el suelo a menudo es de grava o pedregal, el 68 % del terreno está compuesto por suelo desnudo o vegetación escasa. El 15 % son arbustos o cobertura herbácea, el 12% es bosque abierto y el 5 % es bosque cerrado.  Gran parte de la cubierta forestal está formada por matas dispersas de gramíneas y plantas del género Onobrychis y Acantholimon (árbol espinoso). Los macizos forestales se concentran en los valles o en las vertientes septentrionales más húmeda. Los árboles en estas elevaciones son bosques esclerófilos siempre verdes o bosques caducifolios, cuya flora recuerda algo a la mediterránea. En ellos predominan árboles de la familia de las hayas (Fagaceae), en particular encinas (Quercus baloot), así como adelfas comunes (Nerium oleander) y fresnos afganos (Fraxinus xanthoxyloides). También en las montañas hay bosques de enebros (Juniperus seravschanica) y pino de Gerard (Pinus gerardiana).

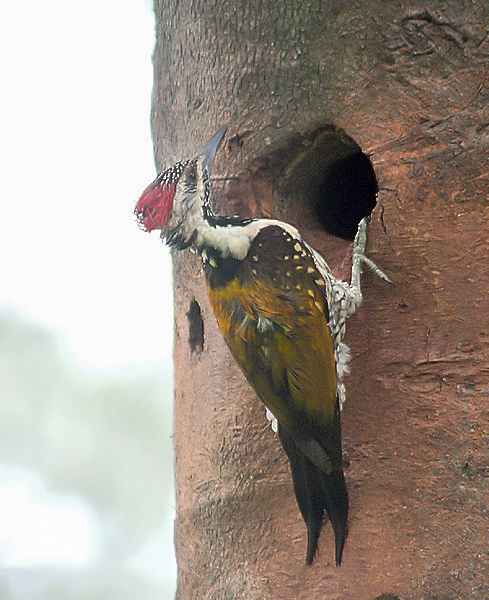
Macho de pito bengalí (Dinopium benghalense) en su nido ubicado en Kolkata, India.

En la ecorregión se han registrado alrededor de 150 especies de aves. La mayoría de las poblaciones de especies como el mito cariblanco (Aegithalos leucogenys) y trepador de Cachemira (Sitta cashmirensis) viven en esta región. Otras especies de aves que se pueden encontrar en la ecorregión incluyen el pito bengalí (Dinopium benghalense), el cuco común (Cuculus canorus), el alcaudón negro (Apus apus), el chotacabras gris o común (Caprimulgus europaeus), el roquero solitario (Monticola solitarius) y el autillo persa (Otus brucei).
En las montañas de la región se encuentran alrededor de 50 especies de mamíferos. En el norte de la región viven especies como: el marjor de Solimán (Capra falconeri jerdoni), la cabra salvaje de Turquía (Capra aegagrus blythi), la cabra de Chiltan (Capra aegagrus chialtanensis), el urial de Shapu (Ovis vignei vignei) y el urial de Afganistán (Ovis vignei cycloceros), así como grandes depredadores como: el oso pardo del Himalaya (Ursus arctos isabellinus), el oso del Himalaya (Ursus thibetanus), el lobo indio (Canis lupus pallipes) y el leopardo de Persia (Panthera pardus saxicolor). En el sur de la ecorregión viven especies como: el zorro común (Vulpes vulpes), el zorro afgano (Vulpes cana), la hiena rayada (Hyaena hyaena) y el chacal común (Canis aureus). Los pequeños mamíferos y roedores están muy extendidos, incluidas la pica afgana (Ochotona rufescens), la garduña (Martes foina) y el hámster migratorio (Cricetulus migratorius).
Entre los reptiles de la región destacan la tortuga rusa (Testudo horsfieldii), el agama montañés iraní (Laudakia nupta) y la víbora persa (Pseudocerastes persicus).

## Áreas protegidas
Menos del 1 % de la extensión de la ecorregión está oficialmente protegida.